# 아브라암 드무아브르
아브라암 드무아브르(프랑스어: Abraham de Moivre, IPA: [abʁaam də mwavʁ], 1667~1754)는 프랑스 태생의 수학자이다. 삼각법의 드무아브르의 공식과 통계학의 정규 분포 및 중심 극한 정리를 발견하였다.

## 생애

### 유년
1667년 5월 26일 프랑스 마른주 비트리르프랑수아(프랑스어: Vitry-le-François)에서 태어났다. 아버지 다니엘 드무아브르(프랑스어: Daniel de Moivre)는 외과의사였다. 드무아브르 가족은 위그노 신자였다.
11세부터 스당에 있는 위그노 스당 아카데미(프랑스어: Académie de Sedan)에서 그리스어를 공부하였다. 1682년에 스당 아카데미는 위그노 탄압으로 인해 강제로 폐교하였고, 드무아브르는 소뮈르에 있는 위그노 소뮈르 아카데미(프랑스어: Académie de Saumur)로 전학하여 2년 동안 논리학을 공부하였다. 1684년에 드무아브르는 파리로 상경하여 수학자 자크 오자망(프랑스어: Jacques Ozanam, 1640~1718) 아래서 수학을 공부하였다.
1685년 10월 22일에 루이 14세는 퐁텐블로 칙령을 내려, 위그노 교의 탄압을 강화하였고, 드무아브르는 강제로 생마르탱 수도회(프랑스어: Prieuré de Saint-Martin)에서 로마 가톨릭교회 교리를 교육받았다. 드무아브르는 동생과 함께 1687년에 영국 런던으로 망명하였다.

### 성년

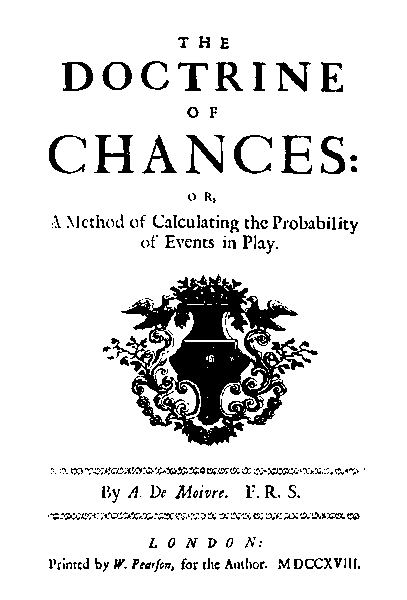
《확률론》 1판 표지

런던에서 드무아브르는 수학 가정 교사로 일했으며, 틈틈이 아이작 뉴턴의 《프린키피아》를 공부하였다. 이후 에드먼드 핼리와 아이작 뉴턴과 교우하였고, 1695년에 미적분학에 대한 첫 논문을 왕립 학회에 발표하였다. 1697년 11월에 드무아브르는 왕립 학회의 회원이 되었다.
1718년에 드무아브르는 175쪽의 《확률론》(영어: The doctrine of chances) 초판을 출판하였다. 이는 확률론의 시초를 이루는 책 가운데 하나이다. 1730년에 드무아브르는 《해석잡론》(라틴어: Miscellanea analytica)을 출판하였으며, 여기에 스털링 근사를 최초로 사용하였으나 스털링 근사의 상수항을 계산하지 못했다.
《확률론》 2판은 258쪽이었으며, 1738년에 출판되었다. 《확률론》 2판에서 드무아브르는 정규 분포와 중심 극한 정리를 최초로 사용하였다. 《확률론》 3판은 무아브르 사후에 1756년에 출판되었으며, 총 348쪽이었다.

### 말년
드무아브르는 평생 교수직을 얻지 못했으며 수학 개인 강사로서 빈곤에 시달렸다. 드무아브르는 노년에 자신의 수면 시간이 매일 15분씩 증가한다는 사실을 발견하였다. 드무아브르는 1754년 11월 27일에는 하루 수면 시간이 24시간에 이르게 되고, 이 날에 자신이 사망할 것을 예측하였다. 실제로 드무아브르는 예측한 대로 이 날에 런던에서 사망하였고, 런던 세인트 마틴 인 더 필즈 교회에 매장되었다.

## 저서

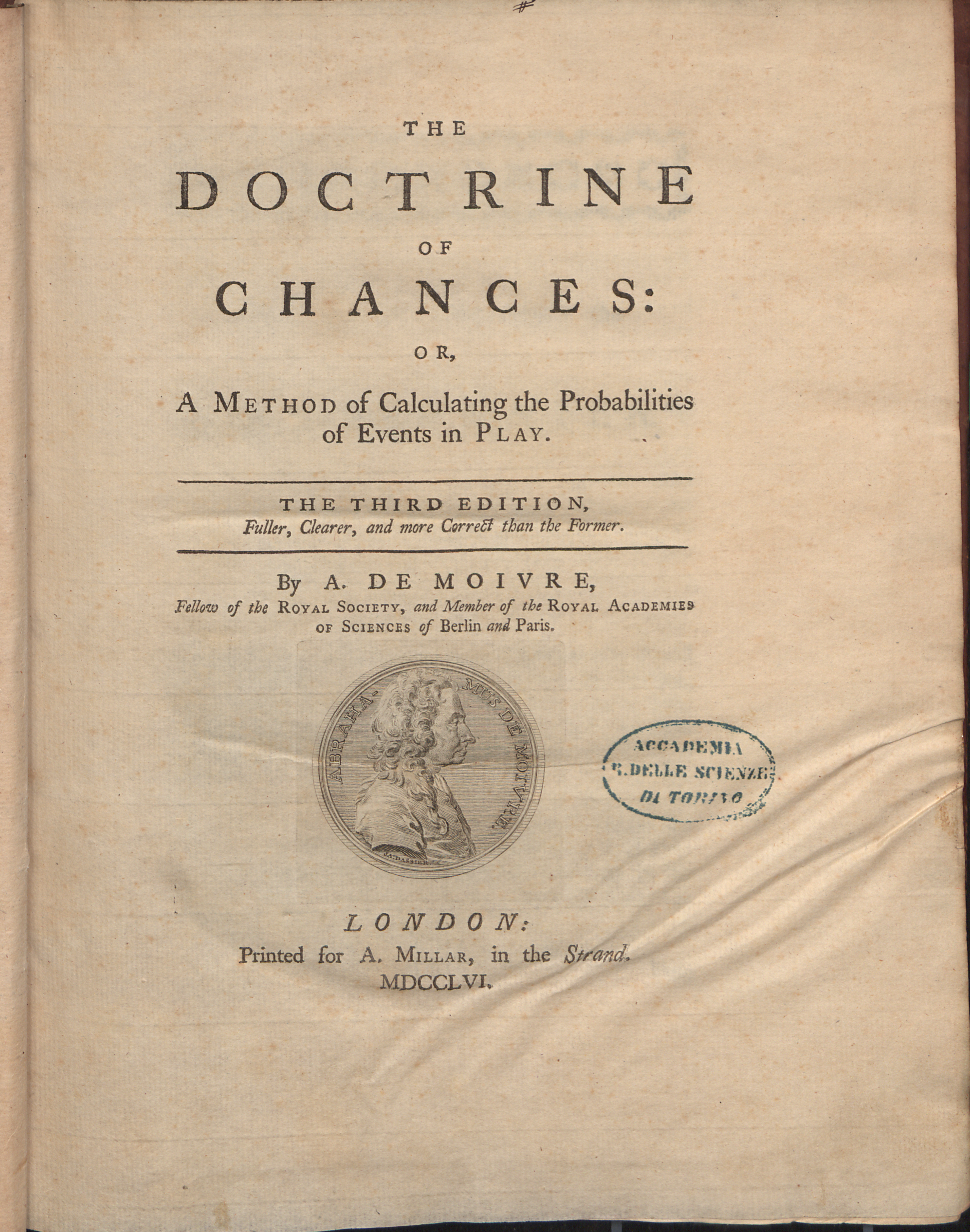
《확률론》 3판 표지

- de Moivre, Abraham (1730). 《Miſcellanea Analytica de Seriebus et Quadraturis. Acceſsere Variæ Conſiderationes de Methodis Comparationum, Combinationum & Differentiarum, Solutiones difficiliorum aliquot Problematum ad Sortem ſpectantium, itemque Conſtructiones faciles orbium planetarum, una cum determinatione maximarum & minimarum mutationum quæ in motibus Corporum cœleſtium occurrunt》 (라틴어). 런던: J. Tonson & J. Watts. 26–42쪽.
  - 《수열과 적분에 대한 해석잡론(解析雜論): 다양한 비교 · 조합 · 미분법, 운(運)에 대한 난제들의 해법, 행성 궤도의 용이한 작도법, 천체 운동의 최대·최소의 계산법을 포함》
- de Moivre, Abraham (1718). 《The doctrine of chances: or, a method for calculating the probabilities of events in play》 (영어) 1판. W. Pearson.
  - 《확률론: 노름에서 사건의 확률의 계산법》
- de Moivre, Abraham (1738). 《The doctrine of chances: or, a method for calculating the probabilities of events in play》 (영어) 2판. Woodfall.
- de Moivre, Abraham (1756). 《The doctrine of chances: or, a method for calculating the probabilities of events in play》 (영어) 3판. A. Millar.

## 같이 보기
- 1의 거듭제곱근
- 오차 방정식
- 경제 모형
- 가우스 적분
- 푸아송 분포

## 참고 문헌
- Hald, Anders (1990). 《History of Probability and Statistics and Their Applications before 1750》. Wiley Series in Probability and Statistics (영어). John Wiley & Sons. doi:10.1002/0471725161. ISBN 9780471502302.
- Denning, W. Edwards (1933년 11월 4일). “De Moivre's “Miscellanea Analytica”, and the origin of the normal curve”. 《Nature》 (영어) 132: 713–713. doi:10.1038/132713a0.
- Pearson, Karl (1924). “Historical note on the origin of the normal curve of errors”. 《Biometrika》 (영어) 16 (3-4): 402-404. doi:10.1093/biomet/16.3-4.402. ISSN 0006-3444. JSTOR 2331714.
- Daw, R. H.; Pearson, E. S. (1972). “Studies in the history of probability and statistics XXX : Abraham de Moivre's 1733 derivation of the normal curve : a bibliographical note”. 《Biometrika》 (영어) 59 (3): 677-680. doi:10.1093/biomet/59.3.677. ISSN 0006-3444. JSTOR 2334818.
- Seneta, E. (1983). “Modern probabilistic concepts in the work of E. Abbe and A. De Moivre” (PDF). 《The Mathematical Scientist》 (영어) 8 (2): 75-80. 2018년 4월 4일에 원본 문서 (PDF)에서 보존된 문서. 2015년 10월 24일에 확인함.
- Schneider, Ivo (1968). “Der Mathematiker Abraham de Moivre”. 《Archive for History of Exact Sciences》 (독일어) 5 (3): 177-317. doi:10.1007/BF00411630. ISSN 0003-9519.
- Bellhouse, David R.; Genest, Christian (2007). “Maty’s biography of Abraham  De  Moivre, translated, annotated  and augmented”. 《Statistical Science》 (영어) 22 (1): 109–136. arXiv:0708.3965. Bibcode:2007arXiv0708.3965B. doi:10.1214/088342306000000268.
- Hald, A.; Johansen, S. (1983년 12월). “On de Moivre’s recursion formulae for the duration of play”. 《International Statistical Review / Revue Internationale de Statistique》 (영어) 51 (3): 239–253. doi:10.2307/1402586. JSTOR 1402586.
- Hald, A. (1988년 6월). “On de Moivre’s solutions of the problem of duration of play 1708–1718”. 《Archive for History of Exact Sciences》 (영어) 38 (2): 109–134. doi:10.1007/BF00348454. ISSN 0003-9519. JSTOR 41133831.